# بنگاه‌های خدمات پولی
بنگاه‌های خدمات پولی (MSB)؛ مؤسسات مالی یا نهادهایی هستند که خدمات مالی مختلفی ارائه می دهند که عمدتاً شامل انتقال یا تبادل پول است.این بنگاه ها جابجایی وجوه را تسهیل کرده و به افراد و سازمان ها ،خدمات پولی ارائه می دهند.بنگاه های خدمات پولی عموماً در فعالیت هائی از قبیل انتقال پول، تبادل ارز‌های خارجی (مانند صرافی‌ها) یا چک‌های نقدی یا سایر خدمات پولی فعالیت دارند. بنگاه‌های خدمات پولی موسساتی مالی هستند که در انتقال یا تبادل پول فعالیت می‌کنند.

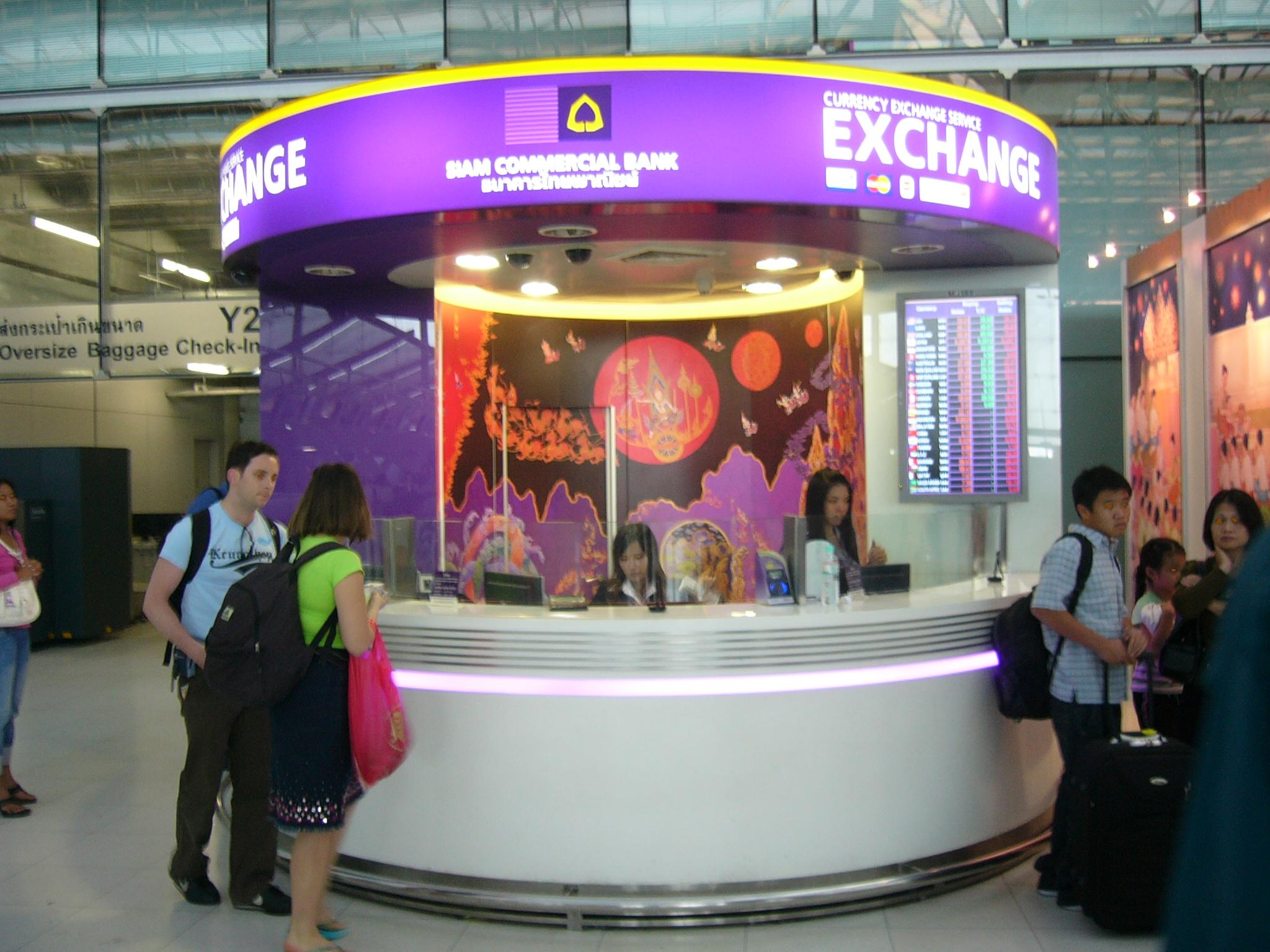
خدمات تبادل پول و ارز در فرودگاهی در تایلند

هر بنگاه خدمات پولی، یک مؤسسه مالی است که به‌طور منظم یا به عنوان یک شرکت تجاری سازمان یافته، در یک یا چند مورد از حوزه‌های زیر به تجارت می‌پردازد:
1. صرافی ارز : انجام معامله هایی که در آن یک نوع ارز  با نوع دیگری مبادله می‌شود (به عنوان مثال، مبادله USD با CAD).
2. امور مربوط به چک: صدور یا بازخرید حواله های پولی، چک های مسافرتی یا سایر اسناد قابل معامله مشابه
  1. صدور چک مسافرتی یا حواله‌های پولی
  2. بازخرید چک‌های مسافرتی، حواله‌ها.
3. ارسال و انتقال پول: حواله یا انتقال از یک شخص یا نهاد به شخص دیگر با استفاده از شبکه انتقال الکترونیکی وجوه یا هر روش دیگری.
4. معامله با ارز مجازی: شامل خدمات تبادل ارز مجازی و انتقال ارز مجازی می شود.

با این اوصاف، شرکت‌های خدمات پولی برخلاف بانک‌ها نمی‌توانند به مردم وام اعطا کرده یا پول مردم را به صورت سپرده نگه دارند. یک بنگاه خدمات پولی اغلب خدمات مالی ضروری را در مناطق توسعه نیافته با سیستم بانکداری ضعیف یا محدود ارائه می‌دهد و ممکن است یک سازمان کوچک باشد.